# Hide (album the Bloody Beetroots)
HIDE – drugi album studyjny włoskiego zespołu the Bloody Beetroots, wydany 17 września 2013 roku przez Dim Mak i Ultra Records.

## Lista utworów
1. "Spank" (feat. Tai & Bart B More) - 4:38
2. "Raw" (feat. Tommy Lee) - 3:43
3. "Runaway" (feat. Greta Svabo Bech) - 4:35
4. "Cronicles of a Fallen Love" (oraz Greta Svabo Bech) - 5:37
5. "The Furious" (feat. Penny Rimbaud) - 3:56
6. "Out of Sight" (feat. Paul McCartney & Youth) - 4:33
7. "Albion" (oraz Junior) - 5:44
8. "Reactivated (Extended)" - 3:43
9. "All the Girls (Around the World)" (feat. Theophilus London) - 4:08
10. "Please Baby" (feat. P-Thugg) - 2:52
11. "Glow in the Dark" (feat. Sam Sparro) - 3:57
12. "The Source (Chaos & Confusion)" - 2:53
13. "The Beat" (feat. Peter Frampton) - 4:11
14. "Rock Steady" (The Bloody Beetroots vs Gigi Barocco) - 4:50
15. "Volevo un Gatto Nero (You Promised Me Bob Rifo)" (feat. Gigi Barocco) - 4:03